# Musikjahr 1570
Liste der Musikjahre

◄◄ | ◄ | 1566 | 1567 | 1568 | 1569 | Musikjahr 1570 | 1571 | 1572 | 1573 | 1574 | ► | ►►

Weitere Ereignisse
Dieser Artikel behandelt das Musikjahr 1570.

## Ereignisse

### Heiliges Römisches Reich

#### Hofkapelle von Kaiser Maximilian II.
- Carl Luython ist seit 1566 Chorknabe in der Hofkapelle von Kaiser Maximilian II. Dort bekommt er neben seinem Dienst weiteren Unterricht durch die hier amtierenden Kapellmeister Jacobus Vaet und Philippe de Monte. Die Unterweisung im Orgelspiel könnte von dem dortigen Hoforganisten Walter Formellis († 1582) und dessen beiden Assistenten ausgegangen sein.
- Maddalena Casulana Mezari wird ab etwa 1570 als Sängerin und Komponistin in der Kammermusik des römisch-deutschen Kaisers Maximilian II. in Wien genannt.
- Jakob Regnart, der seit 1568 für eine etwa zweijährige Studienreise in Italien weilte, kehrt wohl im Oktober 1570 zurück und wird wegen der erworbenen Qualifikationen am 1. November 1570 zum Präzeptor (Musiklehrer) der Kapellknaben der Hofkapelle ernannt.
- Philippe de Monte ist seit 1568 als Nachfolger von Jacobus Vaet Kapellmeister der Hofkapelle Maximilians II. in Wien. Zu seinen Aufgaben gehört auch, Musiker und Sänger für den Dienst an der Hofkapelle zu gewinnen; so ist 1570 eine entsprechende Reise in seine Geburtsstadt Mecheln belegt.
- Mateu Fletxa el Jove, der Kantor der kaiserlichen Kapelle ist, besucht 1570 die Iberische Halbinsel, um neue Sänger für die kaiserliche Kapelle anzuwerben.

#### Bayerischer Reichskreis

##### Herzogtum Bayern
- Franciscus Florius hat seit Herbst 1556 in München an der Hofkapelle von Herzog Albrecht V. eine Anstellung als Hofbassist. Neben seiner Tätigkeit als Sänger ist Florius, zusammen mit dem Hofkopisten Johannes Pollet, auch als Notenkopist eingesetzt. Die Reisen der Münchner Hofkapelle und eigene Reisen führen den Komponisten 1570 an den Kaiserhof nach Wien.
- Johannes de Fossa ist seit dem letzten Vierteljahr 1559 Vizekapellmeister der Münchner Hofkapelle. In den vorhandenen Dokumenten wird Fossa allerdings weiterhin nur als Tenorist bezeichnet.
- Simone Gatto, der in Venedig ausgebildet wurde, wirkt seit 1568 am Hof in München als Posaunist.
- Antonius Gosswin, der 1569 Kapellmitglied bei Prinz Wilhelm von Bayern wurde, wird wegen Finanzproblemen des Münchner Hofs bald entlassen, ist aber ab 1570 wieder ein Angestellter der Kapelle.
- Gioseffo Guami, der sich zwischen 1550 und 1560 in Venedig aufgehalten haben und dort Schüler von Adrian Willaert und Annibale Padovano gewesen sein soll, wirkt seit 1568 in München, wo er zum Hoforganisten berufen wurde. Guami wirkt hier bis etwa 1579.
- Orlando di Lasso ist seit 1563 Kapellmeister der Münchner Hofkapelle. Zu Orlandos Aufgaben gehören u. a. Reisen durch Europa zur Anwerbung neuer Musiker, die Unterrichtung der Chorknaben, die teilweise sogar in seiner Familie leben, Proben mit den Musikern und die Komposition zahlreicher neuer Werke. Im Jahr 1570 wird er von Kaiser Maximilian II. in den erblichen Adelsstand erhoben.
- Leonhard Lechner ist bis etwa 1570 als Sängerknabe am bayerischen Hof zu Landshut angestellt. Es wird vermutet, dass er zuvor bereits Mitglied der Münchner Hofkapelle war und dort ein Schüler Orlando di Lassos gewesen sein muss, zumal satztechnische Errungenschaften italienischer Herkunft in seinen Werken deutlich hervortreten.
- Leonard Meldert, möglicherweise ein Schüler von Orlando di Lasso, veröffentlicht 1570 seine Motette Erat quaedam foemina. Sie wird in die vierstimmige Sammlung Disieme livre de chansons a quatre parties d’Orland de Lassus et autres aufgenommen, die in Paris veröffentlicht wird.
- Massimo Troiano, der 1569 mit einem längeren Aufenthalt in Venedig hatte, wo er auf Geld und eine Neuanstellung durch den bayerischen Herzog wartete, ist bis Ostern 1570 wieder in München nachweisbar. Hier tötet er zusammen mit einem anderen Sänger der Hofkapelle einen Kollegen, den Genueser Johann Baptista Romano, und flieht daraufhin aus Bayern. Über sein weiteres Leben ist nichts bekannt.
- Ivo de Vento, der seit Sommer 1568 Kapellmeister in der Kapelle der Residenz von Kronprinz Wilhelm in Landshut war, wirkt ab Anfang 1570 wieder als Organist am Münchner Hof, Monate vor der Auflösung der Landshuter Kapelle. Wenn es auch aus dem Briefwechsel von Orlando di Lasso nicht hervorgeht, könnte Ivo de Vento bei ihm studiert haben, denn seine Messen, die in Manuskript-Kopien aus den 1560er und 1570er Jahren überliefert sind, zeigen diesen Einfluss, und eine gewisse Anzahl von Motetten seiner fünfstimmigen Latinae cantiones (1570) sind über Texte komponiert, die schon Lasso vertont hat. Stilistisch lehnt er sich jedoch nicht sehr an Lasso an.

#### Burgundischer Reichskreis

##### Markgrafschaft Antwerpen
- Séverin Cornet, der von 1555 bis 1564 in Antwerpen gelebt hat, ist seit 1564 in Mechelen an der St.-Rombouts-Kathedrale tätig, wo er die Aufgabe „pro magistro cantus et choralium“ hat. Somit ist er für die Chorleitung und für die Musikerziehung der Chorknaben zuständig.
- Noé Faignient hat 1561 das Bürgerrecht in Antwerpen erhalten und wirkt seitdem hier als Musiklehrer.
- Rinaldo del Mel lebt in Mechelen und ist seit dem 3. März 1562 Mitglied der Singschule der Kathedrale Saint-Rombaud. Ab dem Jahr 1564 erhält er hier Unterricht vom Chorregenten Séverin Cornet.
- Gérard de Turnhout, der seit dem 3. April 1559 Kapellmeister an der Kathedrale Saint-Gommaire in Lierre war, ist 1562 an die Liebfrauenkirche Antwerpen zurückgekehrt und hat seit 1563 die Position eines Musikmeisters (maître de musique) in der Nachfolge von Antoine Barbé. Neben dieser Tätigkeit wirkt er von 1569 bis 1572 als Kaplan der Lehrerzunft dieser Stadt. 1570 veröffentlicht er in Löwen seine Messe O Maria vernans rosa zu fünf Stimmen.

##### Grafschaft Flandern
- George de La Hèle, der seit dem Jahr 1560 als Chorknabe an der Hofkapelle von König Philipp II. in Madrid tätig war, kehrt 1570 nach Flandern zurück, um an der Universität Löwen Theologie zu studieren. Er empfängt in dieser Zeit die niederen Weihen, ist später aber nie Priester geworden.
- Andreas Pevernage, der seit 17. Oktober 1563 Kapellmeister an der Kirche Notre-Dame in Courtrai ist und 1564 zusätzlich eine Pfründe an Sankt Willibrordus in Hulst erhalten hat, übt die Kapellmeisterstelle bis 1577 aus.
- Laurent de Vos, der seit 1566 Musikdirektor und verantwortlicher Leiter der Chorknaben an der Kathedrale Cambrai war, ist 1570 Countertenor an der St.-Donatus-Kirche in Brügge.

##### Grafschaft Holland
- Cornelis Boskoop ist seit dem 1. Mai 1554 und bis März 1573 Organist an der Oude Kerk in Delft.

#### Kurrheinischer Reichskreis

##### Kurpfalz
- Mathias Gastritz, der am 22. Dezember 1561 zum Organisten der Stadt Amberg bestellt wurde, wirkt fast 30 Jahre lang in den Diensten der Stadt.
- Sebastian Ochsenkun ist seit 1544 Lautenmeister am kurpfälzischen Hof in Heidelberg.

#### Niederrheinisch-Westfälischer Reichskreis

##### Hochstift Lüttich
- Johannes Mangon, der seine erste musikalische Ausbildung als duodenus an der Singschule (schola cantorum) der Gemeinde Saint Martin-en-Mont in Lüttich erhielt, wirkt von 1562 bis 1570 an der dortigen Kirche als Succentor. Während dieser Zeit hat er möglicherweise schon zeitweise den Domchor in Aachen geleitet.

##### Vereinigte Herzogtümer Jülich-Kleve-Berg
- Martin Peudargent ist Hofkomponist in den Diensten von Wilhelm V. von Jülich-Kleve-Berg.

#### Niedersächsischer Reichskreis

##### Fürstentum Braunschweig-Wolfenbüttel
- Johann Zanger der Ältere, der seit 1548 in Braunschweig als Rektor am Katharineum tätig war, ist seit 1553 Pfarrer an der Petrikirche.

##### Herzogtum Mecklenburg-Güstrow
- Thomas Mancinus studiert an der Universität Rostock.

##### Hamburg
- Jacob Praetorius der Ältere, der wahrscheinlich in seiner Heimatstadt Magdeburg Unterricht von Martin Agricola erhielt, ist von 1555 bis zu seinem Tod als Organist und Kirchenkomponist an zwei Kirchen in Hamburg nachweisbar.

#### Obersächsischer Reichskreis

##### Kurfürstentum Sachsen
- Joachim a Burck, der ab 1563 Kantor an der Lateinschule in Mühlhausen war, ist seit 1566 Organist an der Kirche Divi Blasii in Mühlhausen. In der freien Reichsstadt begründet er die bedeutende Musikkultur, die später mit den Namen Johann Rudolph Ahle, Johann Eccard, Johann Georg Ahle und Johann Sebastian Bach verknüpft sein wird. Daneben ist er als Geschichtsschreiber und öffentlicher Notar tätig.
- Gallus Dreßler studiert an der Universität Wittenberg, wo er 1570 den akademischen Grad eines Magisters erwirbt.
- Wolfgang Figulus, der von 1549 bis 1551 als Thomaskantor der Thomasschule in Leipzig gewirkt hat, ist von 1551 bis zu seiner Pensionierung 1588 Kantor und Lehrer an der Fürstenschule in Meißen. Er unterrichtet die Fächer Musik, Latein und Religion und sorgt für die musikalische Gestaltung der Gottesdienste in der Afrakirche.
- Mattheus Le Maistre, der seit 1554 sächsischer Hofkapellmeister als Nachfolger von Johann Walter war und 1565 aus Gesundheitsgründen um seine Entlassung gebeten hat, lebt vermutlich in Dresden. Le Maistre bleibt mit dem Hof in Dresden Zeit seines Lebens verbunden und führt den Titel des Hofkapellmeisters bis zu seinem Tod im Frühjahr 1577. 1570 veröffentlicht er in Dresden sein Liber primus sacrarum cantionum.
- Antonio Scandello, der seit 1566 Vizekapellmeister der Dresdner Hofkapelle war und als „zugeordneter Moderator“ dem altersschwachen Mattheus Le Maistre unterstand, ist seit 1568 Hofkapellmeister und übt diese Aufgabe bis zu seinem Tod aus. 1570 veröffentlicht er in Dresden seine Nawe und lustige weltliche deudsche Liedlein.
- Leonhart Schröter, der von 1545 bis 1547 die Fürstenschule in Meißen besucht hat, wirkt danach von 1561 bis 1576 als Stadtkantor in Saalfeld.
- Nikolaus Selnecker, der seit 1568 als Professor der Theologie an der Universität Leipzig tätig ist, erwirbt in Wittenberg am 10. Mai 1570 den Doktorgrad. Danach übernimmt er das Amt des Generalsuperintendenten in Braunschweig-Wolfenbüttel.
- Johann Walter, der nach seiner Pensionierung 1554 in Torgau gelebt hat, verstirbt am 10. April 1570. Walters letzte Lebensjahre waren geprägt von Kompositionen und Dichtungen, die er seinen ehemaligen Landesherren gewidmet hat.

##### Grafschaft Schwarzburg
- Sethus Calvisius, der in bescheidenen Verhältnissen aufwächst, besucht ab 1569 die Schule in Frankenhausen.

#### Österreichischer Reichskreis

##### Erzherzogtum Österreich
- Blasius Amon ist seit ca. 1568 Sängerknabe an die Hofkapelle von Erzherzog Ferdinand II. in Innsbruck. Er erhält unter den Kapellmeistern Wilhelm Bruneau (tätig von 1564 bis 1584) und Alexander Utendal (tätig von 1564 bis 1581) eine gründliche musikalische Ausbildung, die er auf Studienreisen vervollkommnet.
- Johannes de Cleve, der wahrscheinlich seit dem Jahr 1553 Sänger (Tenorist) in der Hofkapelle des österreichischen Regenten Erzherzog Ferdinand (1503–1564) und späteren Kaisers Ferdinand I. in Wien war, ist seit 1564 Hofkapellmeister in der neuen von Ferdinands Sohn, Erzherzog Karl II. (1540–1590), gegründeten Hofkapelle in Graz. Dieses Amt versieht der Komponist sechs Jahre lang, bis er hier im Jahr 1570 auf eigenen Wunsch wegen körperlicher Schwäche ausscheidet; er lebt danach wahrscheinlich weiter in Wien.
- Lambert de Sayve, der am 1. Februar 1569 das Amt eines Singmeisters an der Abtei Melk angetreten hatte, reist zusammen mit anderen Kapellmitgliedern nach Spanien, um bei der Hochzeit von Anna Maria von Österreich mit König Philipp II. von Spanien am 12. November 1570 mitzuwirken.
- Homer Herpol, der im Lauf des Jahres 1567 seine bisherige Stelle als Kantor an der Kirche St. Nikolaus und die Stadt Freiburg (Schweiz) verlassen hatte, hat eine neue Stelle am Liebfrauenmünster in Konstanz.
- Rogier Michael, der vermutlich eine Kapellknaben-Zeit in Wien durchlebt hat, ist seit 1564 als Sängerknabe an die Hofkapelle von Erzherzog Karl II. in Graz tätig. Die Leitung der Kapelle hatte zunächst Johannes de Cleve, später Annibale Padovano. Der letztere rät ihm zu weiteren Studien bei Andrea Gabrieli in Venedig, was Rogier Michael von 1569 bis 1572 in die Tat umsetzt.
- Annibale Padovano, der von 1552 bis 1565 erster Organist am Markusdom in Venedig war und dann Organist am Hof von Erzherzog Karl II. in Graz wurde, folgt hier ab 1570 Johannes de Cleve (1528/29–1582) als Hofkapellmeister nach.
- Melchior Schramm ist seit 1563 Singknabe in der Hofkapelle von Erzherzog Ferdinand von Tirol. Mit dessen Hof kommt er nach Innsbruck, wo er in Ferdinands neugegründeter Knabensingschule ausgebildet wird. Von 1569 bis 1571 wird er vom Innsbrucker Hoforganisten Servatius Rorif unterrichtet.
- Alexander Utendal ist seit 1564 Alt-Sänger in der Kapelle von Erzherzog Ferdinand II., seit 1566/67 in Innsbruck. Seine Bußpsalm-Vertonungen Septem psalmi poenitentiales erscheinen 1570 in Nürnberg. Sie sind wahrscheinlich auf Anregung seines Dienstherrn in den frühen Innsbrucker Jahren entstanden und diesem gewidmet.
- Die Wanderjahre von Lorenz Wessel führen ihn 1570 nach Wien und Mistelbach an der Zaya (Niederösterreich). In Mistelbach an der Zaya schreibt er 1570 ein Lied über den Foltertod des unschuldig des Diebstahl angeklagten Schneiders Hans Rothaler, der sich im nahen Eibesthal ereignet hatte.

#### Schwäbischer Reichskreis

##### Herzogtum Württemberg
- Balduin Hoyoul, der im Jahr 1561 im Alter von etwa 13 Jahren als Diskant-Sänger in den Chor der Stuttgarter Hofkapelle unter Ludwig Dasers Leitung eingetreten war und 1564/65 für zwei Jahre als Schüler zu Orlando di Lasso nach München geschickt wurde, wirkt nach seiner Rückkehr wieder als Altist und Komponist.

##### Reichsstadt Augsburg
- Jacobus de Kerle, dem das Domkapitel von Augsburg am 18. August 1568 zehn Taler Honorar zukommen lässt, „von wegen seiner componirten gesang so er meinen g. h. presentieret hat“, und mit ihm wegen der Übernahme der Stelle des Domorganisten verhandelt, ist in Augsburg tätig.

##### Reichsstadt Dinkelsbühl
- Michael Tonsor wirkt von ungefähr 1567 bis 1588 als Organist an der St. Georgskirche in Dinkelsbühl. 1570 erscheinen in Nürnberg 15 seiner geistlichen Gesänge mit dem Titel Selectae quaedam cantiones sacrae, modis musicis quinque vocum recens compositae per Michaelem Tonsorem im Druck.

#### Nicht eingekreiste zum Heiligen Römischen Reich zugehörige Territorien und Stände

##### Herzogtum Mailand
- Matthias Hermann Werrecore, der von August bis Dezember 1559 beim Domchor in Mailand als Tenorsänger tätig war, lebt vermutlich in Mailand. Nach Dokumenten von 1532 und 1561 besitzt Werrecore Eigentum vor Ort und hat aus zwei Ehen mindestens drei Kinder.

##### Herzogtum Mantua
- Girolamo Cavazzoni ist Organist in der Hofkirche Santa Barbara des Palazzo Ducale in Mantua, wo er bis 1577 wirkt.
- Giaches de Wert, der von 1563 bis 1565 den Dienst eines Kapellmeisters für die kaiserlichen Gouverneure in Mailand versehen hat, wirkt spätestens ab September 1565 als Kapellmeister an der neu gebauten Basilika Santa Barbara in Mantua, der Hofkirche der Gonzaga-Herzöge, nachdem er dorthin für das erste Barbara-Fest am 4. Dezember 1564 eine neue von ihm komponierte Messe geschickt hatte. In dieser Stellung bleibt er bis zu seinem Tod. Er ist auch als prefectus musicorum für die weltliche Musik am Hof von Herzog Guglielmo Gonzaga in Mantua zuständig. Ab den 1570er Jahren wird darüber hinaus der Hof des musikbegeisterten Herzogs Alfonso II. d’Este in Ferrara für Giaches immer interessanter, weil hier mit dem Aufbau eines privaten musikalischen Ensembles (musica secreta) neue Maßstäbe für den virtuosen Ensemble-Gesang gesetzt werden und ein sich gegenseitig inspirierendes Zusammenwirken zwischen Gesang, Komposition und neuester Dichtung entsteht (Giovanni Battista Guarini und Torquato Tasso).

##### Herzogtum Modena und Reggio
- Luzzasco Luzzaschi, der in seiner Jugend Schüler des flämischen Komponisten Cipriano de Rore war, ist seit Mai 1561 Organist am Hof des Herzogs Alfonso II. d’Este, seit 1564 ist er herzoglicher Hoforganist.

#### Herzogtum Parma
- Fabrizio Dentice steht seit Januar 1569 als Lautenist in den Diensten von Ottavio Farnese, Herzog von Parma und Piacenza.

##### Herzogtümer in Schlesien
- Johann Knöfel ist Kapellmeister von Herzog Heinrich XI. von Liegnitz, Brieg und Goldberg.

##### Herzogtum Toskana
- Paolo Aretino, der bis 1547 als Kantor am Dom von Arezzo gewirkt hat, ist danach bis zu seinem Tode im Jahr 1584 an Santa Maria della Pieve, ebenfalls in Arezzo, tätig.
- Giulio Caccini, der wahrscheinlich Mitglied im Knabenchor der Cappella Giulia des Petersdoms und von Oktober 1564 bis November 1565 Gesangsschüler von Giovanni Animuccia war, wirkt seit dem 29. April 1566 am Hof des Großherzogs Ferdinando I. de’ Medici in Florenz.
- Francesco Corteccia steht seit dem Jahr 1539 im Dienst der Familie de’ Medici und bekleidet die Stelle des Kapellmeisters am Hofe des Herzogs Cosimo I.
- Nicolao Dorati wirkt seit 1543 in der Stadtkapelle von Lucca, zunächst als Posaunist und seit 1557 für über zwanzig Jahre als Kapellmeister.
- Vincenzo Galilei, der seit 1560 in Pisa lebt und seit 1562 mit Giulia Ammannati (gestorben 1620) aus einer angesehenen Familie von Tuchhändlern verheiratet ist, übersiedelt Anfang der 1570er Jahre nach Florenz und widmet sich ganz der Musik.
- Cristofano Malvezzi, Sohn des Organisten und Orgelbauers Niccoló Malvezzi, ist seit 1562 Canonico soprannumerario an San Lorenzo in Florenz.
- Giovanni Piero Manenti, der seit März 1557 Organist an S. Giovanni in Florenz war, erhält im Dezember 1570 den Kapellmeisterposten an S. Stefono in Pisa.
- Alessandro Striggio der Ältere, der aus einem Aristokratengeschlecht entstammt, hält sich vermutlich in Florenz auf, wo er um 1560 die ersten Kontakte zu den Medici geknüpft hatte. In den 1570er-Jahren schließt er eine Freundschaft mit Vincenzo Galilei.

### Königreich England und Irland

#### Chapel Royal von Elisabeth I.
- William Byrd wird 1570 zum „Gentleman of the Chapel Royal“ ernannt und übt zusammen mit Thomas Tallis das Organistenamt aus.
- William Daman, der 1562 – möglicherweise auf eine Einladung des Ersten Earl of Dorset, Thomas Sackville – nach London gezogen war, ist in die Dienste der Königin Elisabeth I. getreten und verbringt den Rest seines Lebens in England.
- William Mundy, der 1543 Mitglied im Chor von Westminster Abbey wurde und später für verschiedene Kirchengemeinden arbeitete, ist seit 1564 Mitglied der Chapel Royal, an der er bis zu seinem Tode verbleibt.
- Robert Parsons, der erstmals 1560/1561 in einem Rechnungsbuch der Londoner Chapel Royal auftaucht, ist seit 17. Oktober 1563 Gentleman of the Chapel Royal – etwa gleichzeitig mit William Mundy, weswegen man vermutet, dass Parsons in etwa gleichaltrig wie Mundy gewesen sein könnte.
- Thomas Tallis, der 1543 zum „Gentleman of the Chapel Royal“ in London ernannt wurde, bekleidet dieses Amt in den folgenden vierzig Jahren. Um das Jahr 1570 komponiert Tallis seine vierzigstimmige Motette Spem in alium (lateinisch für Hoffnung auf einen anderen) für acht Chöre zu je fünf Stimmen a cappella. Sie gilt, gemeinsam mit Gregorio Allegris Miserere, als ein Höhepunkt der Polyphonie der Renaissancemusik in der Tradition der venezianischen Mehrchörigkeit.

### Königreich Frankreich

#### Chapelle Royale von Karl IX.

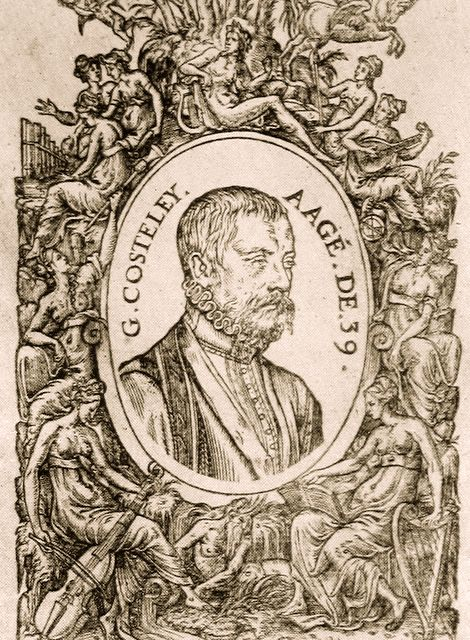
Porträt von Guillaume Costeley im Alter von 39 Jahren

- Eustache du Caurroy ist ab 1570 zunächst als Sänger im Dienst des französischen Königs Karl IX. tätig und wird bald als Komponist bekannt.
- Guillaume Costeley ist nach seiner Ausbildung von 1560(?) bis 1570 Hoforganist am Hof von Karl IX.

#### Paris
- Pierre Certon, der seit 1529 in Paris an Notre-Dame und hier seit 1542 als Leiter des Knabenchores gearbeitet hat, lebt seit 1560 in seiner Heimatstadt Melun.
- Adrian Le Roy lebt in Paris und ist musikalischer Leiter des von ihm mit seinem Vetter Robert Ballard 1551 gegründeten Musikverlags Le Roy & Ballard.

### Italienische Staaten

#### Kirchenstaat
- 14. Juli: Das einheitliche Missale Romanum wird von Papst Pius V. mit der Bulle Quo primum veröffentlicht. Das neue Messbuch wurde vom Konzil von Trient erarbeitet.
- Giovanni Animuccia ist seit 1555 als Nachfolger von Giovanni Pierluigi da Palestrina Kapellmeister der Cappella Giulia an St. Peter im Vatikan.
- Filippo Azzaiolo ist in seiner Geburtsstadt Bologna ab etwa 1557 als Sänger aktiv und verbringt dort sein gesamtes Leben.
- Ippolito Baccusi war vor 1568 für kurze Zeit Vizekapellmeister am Markusdom in Venedig, danach setzt er seine Studien in Ravenna fort. Zwecks Beendigung dieser Studien bat er Guglielmo Gonzaga, Herzog von Mantua in einem Schreiben vom April 1570 um eine einjährige Verlängerung seines Aufenthaltes.
- Ghinolfo Dattari erhält ab Februar 1555 in Bologna eine Anstellung als Sänger in der Kapelle von San Petronio, der er 62 Jahre lang, bis zu seinem Tode angehört.
- Giovanni Maria Nanino, der von September 1566 bis Oktober 1568 in der Cappella Giulia tätig war und daneben Chormitglied der Kirche in Vallerano, ist seit mindestens Juni 1569 Kapellmeister der päpstlichen Basilika Santa Maria Maggiore in Rom. Es ist jedoch aufgrund fehlender Akten für den Zeitraum von 1563 bis 1571 nicht möglich, Naninos Eintritt als Kapellmeister von S. Maria Maggiore – ein Amt, das bis mindestens 1565 Giovanni Pierluigi da Palestrina innehatte – exakt zu datieren. Obwohl beide Komponisten später ein gespanntes Verhältnis zueinander hatten, ist es denkbar, dass es Palestrina selbst war, der Nanino für die Cappella Liberiana, den Chor von Santa Maria Maggiore, empfahl. Die Kapellakten belegen regelmäßige Zahlungen an Nanino und vier Chorknaben, für deren Ausbildung, Beköstigung und Unterbringung Nanino zuständig war.
- Giovanni Pierluigi da Palestrina, der seit 1. März 1561 und für ungefähr vier Jahre in Rom Leiter der Cappella Liberiana an Santa Maria Maggiore war, ist seit 1565 musikalischer Leiter und Lehrer des Seminario Romano, einer Ausbildungsstätte des Priesternachwuchses. Palestrina besitzt inzwischen ein Ansehen von europäischem Rang. Sein drittes Messenbuch 1570 ist – wie das zweite von 1567 – König Philipp II. von Spanien gewidmet, und Graf Prospero d’Arco, kaiserlicher Gesandter Maximilians II., verhandelt mit ihm über die Nachfolge für die vakante Kapellmeisterstelle am Wiener Hof.
- François Roussel, der in den 1550er Jahren möglicherweise in Lyon gewirkt hatte, ist von 1564 an wieder in Rom nachweisbar, zunächst bis 1566 als maestro di cappella an San Lorenzo in Damaso, danach in gleicher Position von 1566 bis 1571 an San Luigi dei Francesi.
- Tomás Luis de Victoria ist seit etwa 1565 als Stipendiat von König Philipp II. in Rom, wo er das Collegium Germanicum absolviert, das Priesterseminar der Jesuiten.

#### Königreich Neapel
- Giovanni Domenico da Nola wirkt seit Februar 1563 bis zu seinem Tod als Maestro di cappella an der Basilika Santissima Annunziata Maggiore in Neapel. In dieser Funktion lehrt er auch die Mädchen des Waisenhauses der Annunziata und die Diakone des Priesterseminars Gesang.
- Diego Ortiz, der seit 1553 am vizeköniglichen Hof in Neapel als Kapellmeister (Maestro de Capilla) gewirkt hat und in dieser Position bis 1565 nachweisbar ist, lebt wahrscheinlich in Neapel, wo er um das Jahr 1570 verstirbt.
- Antonio Valente wirkt von 1565 bis 1580 als Organist an Sant’Angelo a Nilo in Neapel.

#### Republik Venedig
- Costanzo Antegnati, der am besten bekannte Spross der verzweigten italienischen Orgelbauerfamilie Antegnati, bekommt seine musikalische Ausbildung bei Girolamo Cavazzoni und ist ab dem Jahr 1570 Orgelbau-Mitarbeiter seines Vaters Graziadio Antegnati dem Älteren (1525–1590).
- Giovanni Croce wirkt seit 1565 als Chorknabe und Sänger am Markusdom in Venedig.
- Girolamo Dalla Casa wirkt seit 1568 als Musiker im Markusdom, wo er mit seinen Brüdern Giovanni und Nicolò das erste feste Instrumentalensemble gründet.
- Baldissera Donato ist seit 1550 als Sänger – zunächst an San Marco in Venedig – aktiv und wirkt auch in der Ausbildung der Sänger.
- Philippe Duc, der die meiste Zeit seines Lebens in Italien verbringt, lebt wahrscheinlich in Padua, da sein erstes Buch mit vierstimmigen Madrigalen im Jahr 1570 den hier lebenden flämischen Studenten gewidmet ist. In dieser Veröffentlichung findet er warme Worte für sie und für die Stadt Padua.
- Andrea Gabrieli ist wahrscheinlich seit Jahresanfang 1566 als Organist an San Marco tätig, einer herausragenden Position in der Musikwelt Italiens, wo er bis zu seinem Lebensende bleiben wird. 1570 veröffentlicht er bei Angelo Gardano sein Il Secondo Libro di Madrigali a cinque voci.
- Francesco Londariti, der nach den Quellen ab 1567 in Spionagetätigkeiten für die spanische Krone verwickelt war, lebt seit 1568 wieder in Kreta, das zu diesem Zeitpunkt zur Republik Venedig gehört. Mit dem Erbe seines Vaters gleicht er hier seine Schulden aus, wird wieder in kirchliche Ämter (so ins Kapitel der Tituskirche) berufen und nimmt auch seine kompositorische Tätigkeit wieder auf.
- Giorgio Mainerio, der sich in den Jahren ab 1560 um eine Stelle als Kaplan und altarista an der Kirche Santa Maria Annunziata in Udine beworben hatte, verbringt in Udine die Jahre 1560 bis 1570. Dank seines erworbenen musikalischen Fachwissens und des Unterrichts, den er bei zwei örtlichen Musikautoritäten, den Kapellmeistern Gabriele Martinengo und Ippolito Chiamaterò genießt, beginnt er seine erfolgreiche musikalische Laufbahn.
- Florentio Maschera, der seine erste Anstellung als Organist im Kloster Santo Spirito in Isola vor Venedig erhielt, ist seit 22. August 1557 Organist an der Kathedrale von Brescia.
- Claudio Merulo ist seit dem Jahr 1566 als Nachfolger von Annibale Padovano als erster Organist am Markusdom in Venedig tätig. Neben dieser offiziellen Tätigkeit tritt er regelmäßig in den Palazzi venezianischer Adliger auf, z. B. in der Ca’ Zantani, die auch von Parabosco, Padovano und anderen Virtuosen frequentiert wird. Zwischen 1566 und 1571 arbeitet Merulo auch als Verleger.
- Giovanni Battista Mosto, der 1568 eine Anstellung als Zinkenist und Posaunist in der Münchener Hofkapelle unter Orlando di Lasso hatte, lebt seit 1569 wieder in Udine und gehört ab 1570 zu den Stadtpfeifern.
- Teodoro Riccio wirkt nach seiner Ausbildung als Kirchenmusiker zunächst als Kapellmeister der Kirche Santa Nazaro in seiner Heimatstadt Brescia.
- Gioseffo Zarlino, der bei Adrian Willaert in Venedig studiert hat, ist seit 1565 – in der Nachfolge von Cypriano de Rore – Kapellmeister am Markusdom in Venedig. Er hat diese Stelle bis zu seinem Ableben 1590 inne.

### Königreich Polen und Großfürstentum Litauen

#### Hofkapelle von Sigismund II. August
- Krzysztof Borek, der zunächst Chorknabe und später Mitglied der Krakauer Hofkapelle war, ist von 1556 bis 1572 deren Kapellmeister.
- Krzysztof Klabon ist seit 1565 Lautenist am Hof von Sigismund II. August in Krakau.

#### Sandomierz
- Mikołaj Gomółka, der als königlicher Fistulator (hervorragende Instrumentalist des Königs) Mitglied der Hofkapelle von König Sigismund II. August von Polen war, hat 1563 den Hof verlassen und ist die folgenden 15 Jahre in seiner Geburtsstadt Sandomierz in einigen außermusikalischen Bereichen tätig.

### Königreich Portugal
- António Carreira ist seit der Thronbesteigung des 14-jährigen Königs Dom Sebastiaõ 1568, Kapellmeister und Magisterio. Es ist nicht genau bekannt, aber wahrscheinlich, dass es zu dieser Zeit mindestens zwei Kapellen gibt, eine für den König und eine für Dona Catarina bzw. für Dom Henrique, denn es gibt zwischen 1562 und 1580 neben Carreira noch einen zweiten Kapellmeister: den Flamen Raynaldus van Melle.

### Königreich Schweden
- Tielman Susato, der 1565 an den diplomatischen Aktivitäten seines Schwiegersohns Arnold Rosenberger teilgenommen hat, wirkt bis 1570 als deutscher Schreiber in Stockholm. Nach 1570 ist er verstorben.

### Königreich Spanien

#### Hofkapelle von Philipp II.
- Jean de Bonmarché, der seit 8. Juni 1565 Leiter der Hofkapelle des spanischen Königs Philipp II. in Madrid war, verstirbt Anfang September 1570. Das geht aus einem Brief von Philipp II. an den Herzog von Alba, Generalgouverneur der Niederlande, vom 16. September 1570 hervor, indem dieser bittet, ihm einen neuen Kapellmeister zu entsenden, weil der bisherige einige Tage zuvor verstorben sei.

#### La Seu d’Urgell
- Joan Brudieu ist seit 1548 Kapellmeister auf Lebenszeit der Kathedrale von La Seu d’Urgell. Diese Position behält er – mit Unterbrechungen – bis kurz vor seinem Tode 1591.

#### Sevilla
- Francisco Guerrero ist seit 1551 Assistent von Kapellmeister Fernández de Castileja und Chorregent an der Kathedrale von Sevilla.
- Alonso Mudarra ist seit dem 18. Oktober 1546 Kanoniker an der Kathedrale von Sevilla. In dieser Stadt hat er einen bedeutenden Einfluss auf das Musikleben und bleibt dort noch 34 Jahre bis an sein Lebensende. Zu seinen Aufgaben an der Kathedrale gehört die Leitung aller musikalischen Aktivitäten. Hierzu gehören die Beauftragung von Instrumentalisten, der Kauf und die Leitung des Aufbaus einer neuen Orgel und die enge Zusammenarbeit mit Komponisten für die vielfältigen festlichen Anlässe.

#### Toledo
- Luis Venegas de Henestrosa wirkt für wenige Monate, zwischen dem 25. Juli und 22. November 1570, als Verwalter des Hospitals San Juan Bautista in Toledo. Wegen seines sich verschlechternden Gesundheitszustands muss er sich dann zur Ruhe setzen und stirbt am Jahresende 1570.

## Gründungen
- Jean-Antoine de Baïf gründet gemeinsam mit dem Komponisten Joachim Thibault de Courville und dem Dichter Pierre de Ronsard und unter der königlichen Schirmherrschaft von Karl IX. in seinem Haus im Pariser Vorort St. Marceau die Académie de musique et de poésie, die eine starke Wirkung auf die zeitgenössische Dichtung ausüben wird. Claude Le Jeune schließt sich diesem Kreis an und wird – neben Guillaume Costeley – einer seiner wichtigsten Komponisten.

## Instrumentalmusik

### Für Cister
- Verschiedene Künstler – Hortulus cytharae, Löwen: Pierre Phalèse & J. Bellere: Noten und Audiodateien im International Music Score Library Project

### Für fünf Instrumente
- Nicholas Strogers – In Nomine à 5: Noten und Audiodateien im International Music Score Library Project

### Für Gitarre
- Pierre Phalèse – Selectissima elegantissimaque, Löwen: Pierre Phalèse & Pierre Bellère: Noten und Audiodateien im International Music Score Library Project

### Für Orgel
- Antonio de Cabezón
  - Si bona suscepimus, in: Obras de musica para tecla, arpa y vihuela: Noten und Audiodateien im International Music Score Library Project
  - Tiento 1 del primer tono, in: Obras de musica para tecla, arpa y vihuela: Noten und Audiodateien im International Music Score Library Project
  - Tiento 2 del primer tono, in: Obras de musica para tecla, arpa y vihuela: Noten und Audiodateien im International Music Score Library Project
  - Tiento 6 del tercer tono, in: Obras de musica para tecla, arpa y vihuela: Noten und Audiodateien im International Music Score Library Project
  - Tiento 7 del cuarto tono, in: Obras de musica para tecla, arpa y vihuela: Noten und Audiodateien im International Music Score Library Project
  - Tiento 8 del cuarto tono, in: Obras de musica para tecla, arpa y vihuela: Noten und Audiodateien im International Music Score Library Project
  - Tiento 9 del quinto tono, in: Obras de musica para tecla, arpa y vihuela: Noten und Audiodateien im International Music Score Library Project
  - Tiento 10 del Primer Tono, in: Obras de musica para tecla, arpa y vihuela: Noten und Audiodateien im International Music Score Library Project
  - Tiento 10 del sexto tono, in: Obras de musica para tecla, arpa y vihuela: Noten und Audiodateien im International Music Score Library Project
  - Tiento 18 del cuarto tono, in: Obras de musica para tecla, arpa y vihuela: Noten und Audiodateien im International Music Score Library Project

### Für Tasteninstrumente
- Antonio de Cabezón
  - Aiule vos sola verdura, in: Obras de musica para tecla, arpa y vihuela: Noten und Audiodateien im International Music Score Library Project
  - Ardente mei suspiri, in: Obras de musica para tecla, arpa y vihuela: Noten und Audiodateien im International Music Score Library Project
  - Diferencias sobre 'De Quien Teme Enojo Isabel', in: Obras de musica para tecla, arpa y vihuela: Noten und Audiodateien im International Music Score Library Project
  - Diferencias sobre 'El Canto del Caballero', in: Obras de musica para tecla, arpa y vihuela: Noten und Audiodateien im International Music Score Library Project
  - Diferencias sobre 'La Dama Le Demanda', in: Obras de musica para tecla, arpa y vihuela: Noten und Audiodateien im International Music Score Library Project
  - Diferencias sobre 'La Gallarda Milanesa', in: Obras de musica para tecla, arpa y vihuela: Noten und Audiodateien im International Music Score Library Project
  - Diferencias sobre 'La Pavana Italiana', in: Obras de musica para tecla, arpa y vihuela: Noten und Audiodateien im International Music Score Library Project
  - Discante sobre la Pavana Italiana, in: Obras de musica para tecla, arpa y vihuela: Noten und Audiodateien im International Music Score Library Project
  - Dormendo un giorno, in: Obras de musica para tecla, arpa y vihuela: Noten und Audiodateien im International Music Score Library Project
  - Duuiensela, in: Obras de musica para tecla, arpa y vihuela: Noten und Audiodateien im International Music Score Library Project
  - Fabordones del cuarto tono, in: Obras de musica para tecla, arpa y vihuela: Noten und Audiodateien im International Music Score Library Project
  - Fabordones del octavo tono, in: Obras de musica para tecla, arpa y vihuela: Noten und Audiodateien im International Music Score Library Project
  - Fabordones del quinto tono, in: Obras de musica para tecla, arpa y vihuela: Noten und Audiodateien im International Music Score Library Project
  - Fabordones del séptimo tono, in: Obras de musica para tecla, arpa y vihuela: Noten und Audiodateien im International Music Score Library Project
  - Fabordones del tercer tono, in: Obras de musica para tecla, arpa y vihuela: Noten und Audiodateien im International Music Score Library Project
  - Fuga sobre 'Ad Dominum cum tribularer', in: Obras de musica para tecla, arpa y vihuela: Noten und Audiodateien im International Music Score Library Project
  - Inviolata, in: Obras de musica para tecla, arpa y vihuela: Noten und Audiodateien im International Music Score Library Project
  - Otras Diferencias, in: Obras de musica para tecla, arpa y vihuela: Noten und Audiodateien im International Music Score Library Project
  - Tiento sobre 'Cum Sancto Spiritu', in: Obras de musica para tecla, arpa y vihuela: Noten und Audiodateien im International Music Score Library Project
  - Ultimi mei suspiri, in: Obras de musica para tecla, arpa y vihuela: Noten und Audiodateien im International Music Score Library Project
  - Ut queant laxis, in: Obras de musica para tecla, arpa y vihuela: Noten und Audiodateien im International Music Score Library Project
  - Versos del sexto tono, in: Obras de musica para tecla, arpa y vihuela: Noten und Audiodateien im International Music Score Library Project

## Vokalmusik

### Geistlich

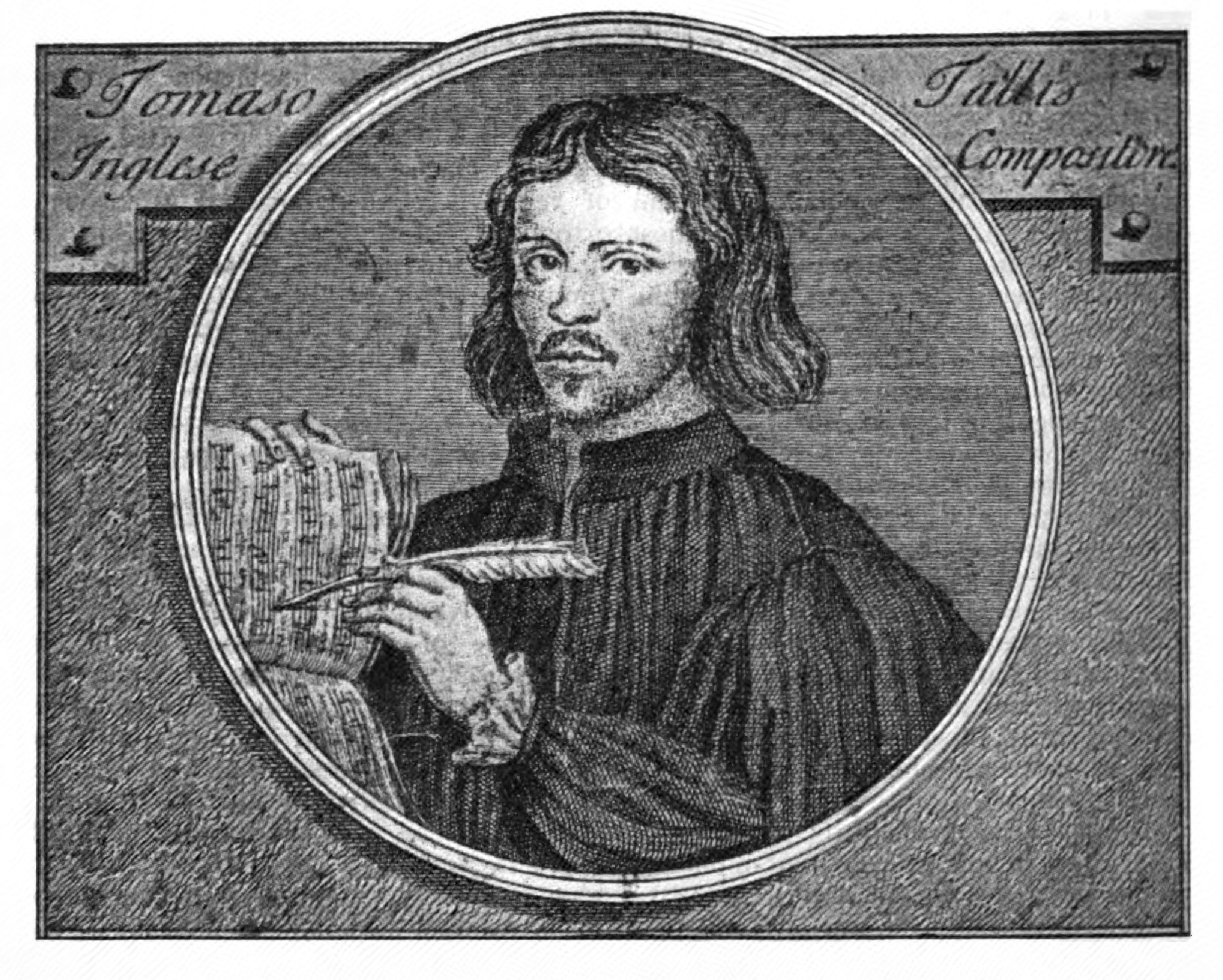
Thomas Tallis (1505–85), der Komponist von Spem in alium

- Giovanni Animuccia – Laudi spirituali (2 Bücher, 1565 und 1570)
- Thomas Crecquillon – Missa Doulce memoire zu vier Stimmen, in: Præstantissimorum divinæ musicies auctorum missæ, Antwerp: Phalèse: Noten und Audiodateien im International Music Score Library Project
- Claude Goudimel – Mein ganzes Herz erhebet dich zu vier Stimmen: Noten und Audiodateien im International Music Score Library Project
- Orlando di Lasso
  - Missa ad imitationem moduli Susanne un Jour zu fünf Stimmen, LV 408: Noten und Audiodateien im International Music Score Library Project
  - Missa super Benedicam Dominum zu sechs Stimmen, LV Anh. 79: Noten und Audiodateien im International Music Score Library Project
  - Missa super Congratulamini mihi zu sechs Stimmen, LV 410: Noten und Audiodateien im International Music Score Library Project
  - Missa super Domine secundum actum meum zu sechs Stimmen, LV 409: Noten und Audiodateien im International Music Score Library Project
  - Missa super Frère Thibault zu vier Stimmen, LV 417: Noten und Audiodateien im International Music Score Library Project
  - Missa super Je ne mange poinct de porcq zu vier Stimmen, LV 414: Noten und Audiodateien im International Music Score Library Project
  - Missa super La, la, maistre Pierre zu vier Stimmen, LV 415: Noten und Audiodateien im International Music Score Library Project
  - Missa super Le berger et la bergère zu fünf Stimmen, LV 418: Noten und Audiodateien im International Music Score Library Project
  - Missa super On me l'a dict zu vier Stimmen, LV Anh.94: Noten und Audiodateien im International Music Score Library Project
  - Missa super Pilons pilons lorge zu vier Stimmen, LV 416: Noten und Audiodateien im International Music Score Library Project
  - Missa super Rompi de l'empio cor zu sechs Stimmen, LV Anh.99: Noten und Audiodateien im International Music Score Library Project
  - Missa super Se salamandre zu vier Stimmen, LV Anh.100: Noten und Audiodateien im International Music Score Library Project
  - La morre est jeu pire zu vier Stimmen, LV 160: Noten und Audiodateien im International Music Score Library Project
  - O vin en vigne zu vier Stimmen, LV 379: Noten und Audiodateien im International Music Score Library Project
- Mattheus Le Maistre – Liber primus sacrarum cantionum, Dresden
- Giovanni Pierluigi da Palestrina
  - Missarum, Liber 3, Rom: Eredi di Valerio & Aloysio Dorico: Noten und Audiodateien im International Music Score Library Project
  - Missa brevis zu fünf Stimmen: Noten und Audiodateien im International Music Score Library Project
  - Missa de Beata Virgine à 6: Noten und Audiodateien im International Music Score Library Project
- Thomas Tallis – Spem in alium (um 1570)
- Gérard de Turnhout – Missa O Maria vernans rosa zu fünf Stimmen, Löwen
- Alexander Utendal – Septem psalmi poenitentiales, Nürnberg:Theodor Gerlatz: Noten und Audiodateien im International Music Score Library Project
- Ivo de Vento
  - Latinae cantiones, quas vulgo motteta vocant, quinque vocum, suavissima melodia, etiam instrumentis musicis attemperatae zu fünf Stimmen, München: Adam Berg: Noten und Audiodateien im International Music Score Library Project
  - Missa Je ne veulx riens zu vier bis fünf Stimmen, um 1565–1570

### Geistlich und Weltlich
- Christian Hollander – Newe teutsche, geistliche und weltliche Liedlein, mit viern, fünff, sechs, siben und acht stimmen […], München

### Weltlich
- Maddalena Casulana Mezari – Il secondo libro di madrigali a quattro voci, Venedig: Noten und Audiodateien im International Music Score Library Project
- Jean de Castro – Chansons et madrigales a quatre parties, Löwen: Noten und Audiodateien im International Music Score Library Project
- Pierre Certon – Les meslanges, Paris: Nicolas Du Chemin: Noten und Audiodateien im International Music Score Library Project
- Guillaume Costeley – Polyphonies vocales, Paris: Adrien Le Roy & Robert Ballard: Noten und Audiodateien im International Music Score Library Project; darin:
  - Mais qui sert la richesse à l’homme zu vier Stimmen: Noten und Audiodateien im International Music Score Library Project
  - Musique zu drei Stimmen: Noten und Audiodateien im International Music Score Library Project
  - Perrette, disoit Jehan zu vier Stimmen: Noten und Audiodateien im International Music Score Library Project
  - La terre les eaux va buvant zu vier Stimmen: Noten und Audiodateien im International Music Score Library Project
- Gallus Dreßler – XC cantones…, Magdeburg
- Philippe Duc – Il primo libro de madrigali a 4 voci con una serenata et un dialogo a 8 nel fine
- Andrea Gabrieli
  - Il Secondo Libro di Madrigali a cinque voci, Venedig: Angelo Gardano, Neuausgabe Ricordi, Mailand 1996; darin:
    - Angel dal terzo ciel zu fünf Stimmen: Noten und Audiodateien im International Music Score Library Project
    - Gira lunga stagion, lucente e viva zu fünf Stimmen: Noten und Audiodateien im International Music Score Library Project
    - Non vedi o sacr’ Apollo zu fünf Stimmen: Noten und Audiodateien im International Music Score Library Project
    - Vaghi augelletti, che per valli e monti zu fünf Stimmen: Noten und Audiodateien im International Music Score Library Project

  - Ancor che col partire, in: Il primo libro delle iustiniane à 3 voci, Venedig: Scotto: Noten und Audiodateien im International Music Score Library Project

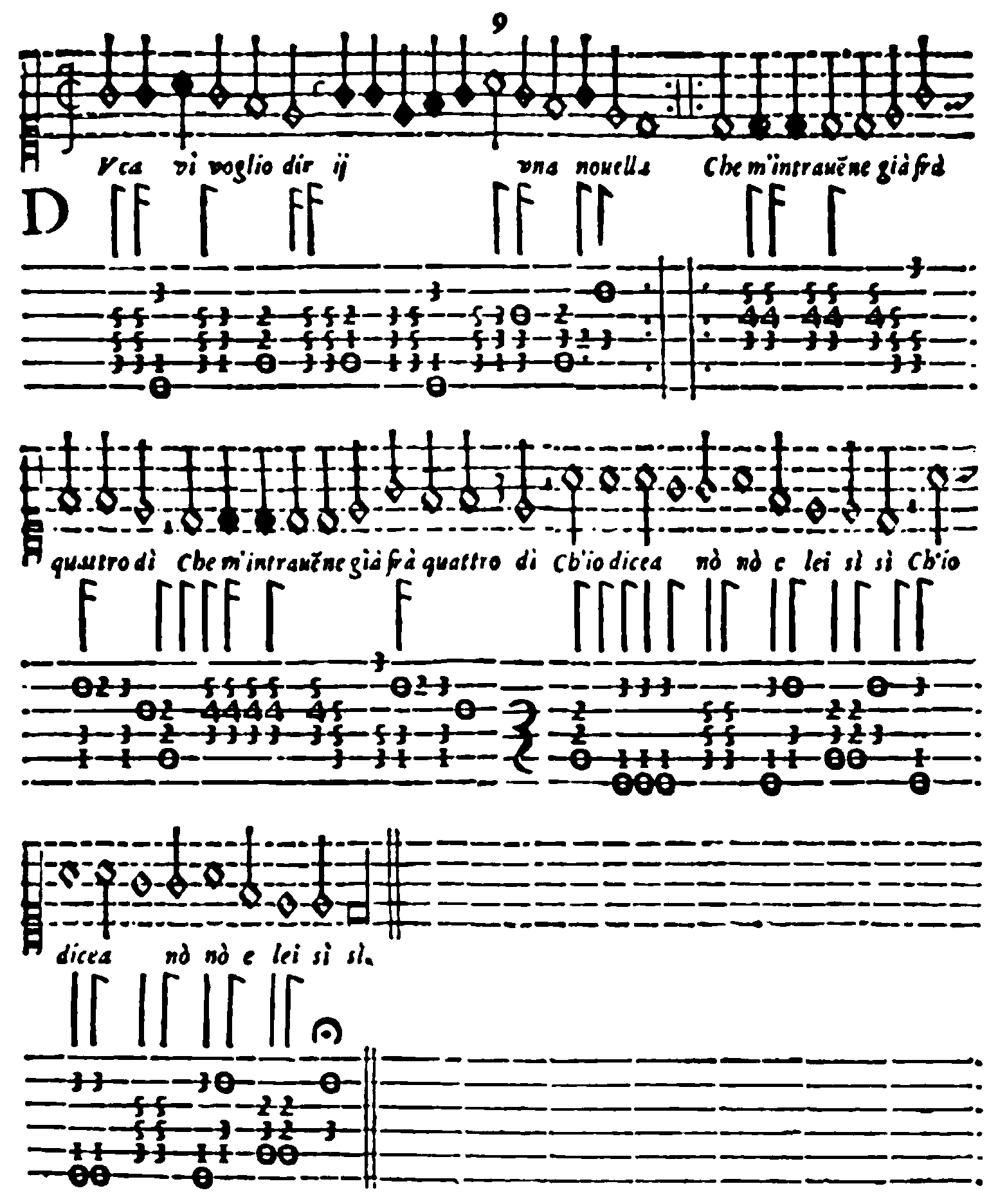
Giacomo Gorzanis – Duca vi voglio dir

- Giacomo Gorzanis – Il primo libro di napolitane che si cantano et sonano in leuto; darin:
  -     - Aiule vos sola verdura, in: Il primo libro di napolitane che si cantano et sonano in leuto: Noten und Audiodateien im International Music Score Library Project
    - Da che si part' il sol, in: Il primo libro di napolitane che si cantano et sonano in leuto: Noten und Audiodateien im International Music Score Library Project
    - Di berettino, in: Il primo libro di napolitane che si cantano et sonano in leuto: Noten und Audiodateien im International Music Score Library Project
    - Donna gentil, in: Il primo libro di napolitane che si cantano et sonano in leuto: Noten und Audiodateien im International Music Score Library Project
    - Duca vi voglio dir, in: Il primo libro di napolitane che si cantano et sonano in leuto: Noten und Audiodateien im International Music Score Library Project
    - Guerra non ho da far, in: Il primo libro di napolitane che si cantano et sonano in leuto: Noten und Audiodateien im International Music Score Library Project
    - Questi capelli d'or, in: Il primo libro di napolitane che si cantano et sonano in leuto: Noten und Audiodateien im International Music Score Library Project
- Jacobus de Kerle
  - Il primo libro capitolo del triompho d’amore de Petrarca zu fünf Stimmen, Venedig, verschollen
  - Madrigali, Liber 1, Venedig, verschollen
- Orlando di Lasso
  - Mellange d'Orlande de Lassus, contenant plusieurs chansons, tant en vers latins qu'en ryme francoyse. A quatre, cinq, six, huit, dix, parties, Paris: Ballard: Noten und Audiodateien im International Music Score Library Project
  - Petite folle zu vier Stimmen, LV 163, in: Premier livre des chansons a 4 et 5 parties: Noten und Audiodateien im International Music Score Library Project
  - Praesidium Sara dulce meum zu vier Stimmen, LV 412, in: Disieme livre de chansons: Noten und Audiodateien im International Music Score Library Project
  - Pronuba Juno zu vier Stimmen, LV 411, in: Disieme livre de chansons: Noten und Audiodateien im International Music Score Library Project
  - Si com’i fiori da l’ardente sole zu fünf Stimmen, LV 407: Noten und Audiodateien im International Music Score Library Project
  - Si par souhait, LV 377, Paris: Adrian le Roy: Noten und Audiodateien im International Music Score Library Project
- Leonard Meldert – Motette Erat quaedam foemina zu vier Stimmen, in: Disieme livre de chansons a quatre parties d’Orland de Lassus et autres, Paris
- Philippe de Monte – Il terzo libro delli madrigali zu fünf Stimmen
- Giovanni Domenico da Nola – Fuggit’ Amore zu drei Stimmen, in: Il Primo Libro delle villanelle alla napolitane: Noten und Audiodateien im International Music Score Library Project
- Cipriano de Rore – Susann' un jour zu fünf Stimmen, in: Premier livre des chansons ... par Lassus, de Rore, Löwen: Phalèse: Noten und Audiodateien im International Music Score Library Project
- Antonio Scandello – Nawe und lustige weltliche deudsche Liedlein, Dresden
- Alessandro Striggio – Di questa bionde e vaga treccia zu fünf Stimmen, in: l secondo libro delle fiamme madrigali a 5 & 6 voci di diversi: Noten und Audiodateien im International Music Score Library Project
- Ivo de Vento – Newe Teutsche Lieder mit viern fünff und sechs stimmen wölche gantz lieblich zu singen und auff allerley Instrumenten zu gebrauchen

## Musiktheoretische Schriften
- Andrea Palladio – Quattro libri dell' architettura

## Geboren

### Geburtsdatum gesichert
- 13. Juni (getauft): Paul Peuerl, deutsch-österreichischer Komponist, Organist und Orgelbauer († nach 1625)
- 18. Juni: Joan Pau Pujol, katalanischer Komponist, Organist und Kapellmeister († 1626)
- 21. Oktober: Wolfgang Schonsleder, deutscher Komponist und Musiktheoretiker († 1651)[1]

### Genaues Geburtsdatum unbekannt
- Thomas Bateson, englischer Komponist († 1630)

### Geboren um 1570
- Isidoro Abbondo, italienischer Komponist († um 1630)
- John Cooper, englischer Musiker und Komponist († 1626)
- Ignazio Donati, italienischer Organist, Kapellmeister und Komponist († 1638)
- Christian Erbach, deutscher Komponist und Organist († 1635)
- John Farmer, englischer Komponist († nach 1601)
- Balthasar Fritsch, deutscher Musiker und Komponist († nach 1608)
- Giovanni Battista Grillo, italienischer Organist und Komponist († 1622)
- Pierre Guédron, französischer Sänger, Komponist, Dichter und Lehrer († nach 1620)
- Johannes Krocker, deutscher Kapellmeister und Komponist († Ende 1626)
- Ascanio Mayone, neapolitanischer Komponist, Organist und Harfenist († 1627)
- Francis Pilkington, englischer Komponist, Lautenist und Sänger († 1638)
- Giovanni Battista Riccio, italienischer Komponist, Organist und Violinist († 1621)
- Salamone Rossi, italienischer Geiger und Komponist († um 1630)
- Barthold Rothmann, deutscher Dichter und Komponist († nach 1642)
- Claudia Sessa, italienischer Komponist († zwischen 1613 und 1619)[2]
- William Tisdale, englischer Komponist († unbekannt)
- Melchior Vulpius, deutscher Kantor und Kirchenliedkomponist († 1615)

## Gestorben

### Todesdatum gesichert
- 22. Januar: Jobst von Brandt, deutscher Edelmann und Komponist (* 1517)
- 10. April: Johann Walter, deutscher Kirchenmusiker und Berater Martin Luthers in musikalischen Fragen (* 1496)
- 19. Mai: Lázaro del Álamo, spanischer Komponist (* um 1530)
- 00. September: Jean de Bonmarché, franko-flämischer Komponist und Kapellmeister (* um 1522)
- 27. Dezember: Luis Venegas de Henestrosa, spanischer Komponist, Organist und Musikherausgeber (* um 1510)

### Genaues Todesdatum unbekannt

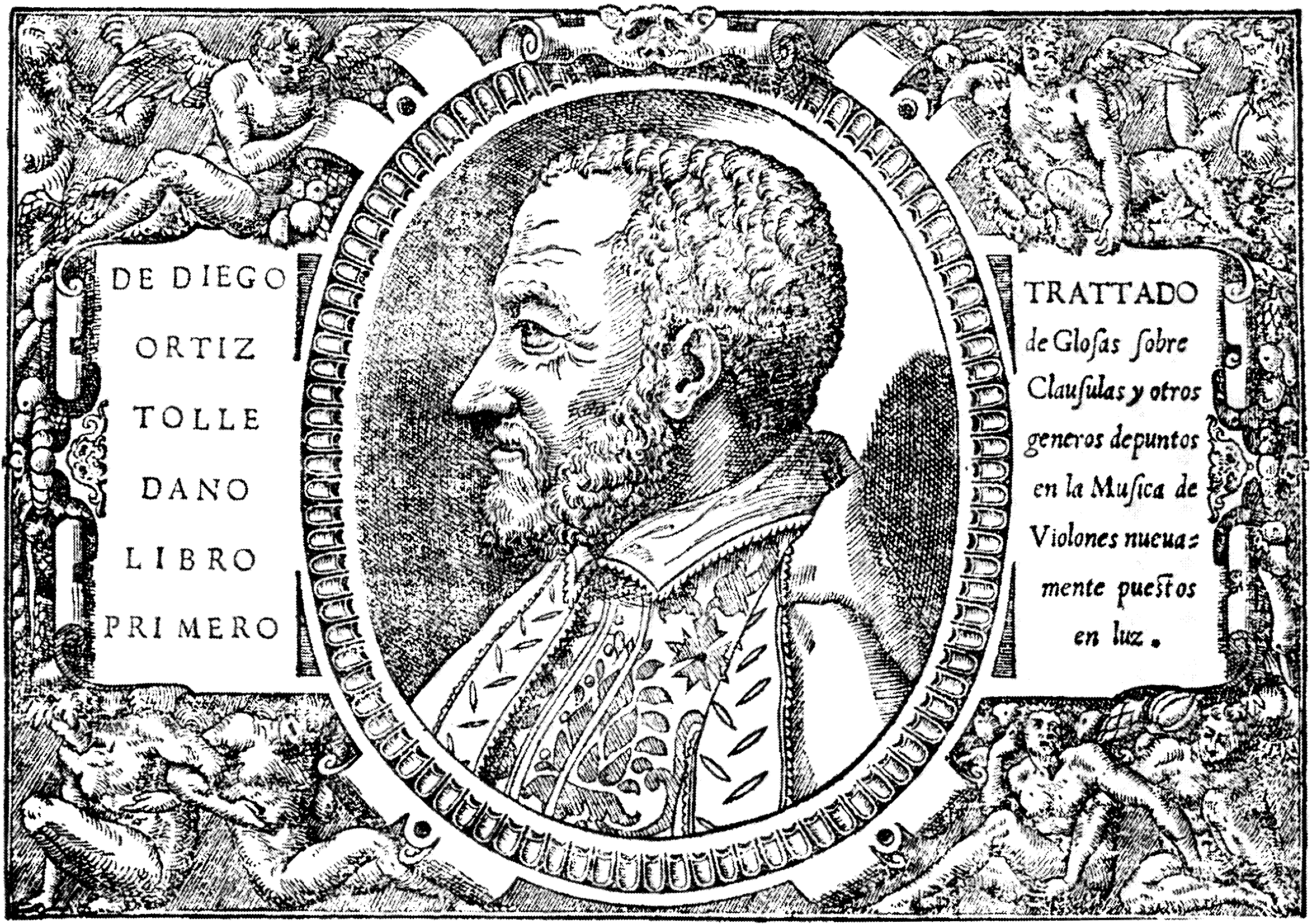
Diego Ortiz

- Baptista Bassano, italienischer Musiker (* unbekannt)
- John Bassano, italienischer Musiker (* unbekannt)
- Guillaume Franc, reformierter Kirchenmusiker (* um 1505)
- Tomás de Santa María, spanischer Mönch und Organist (* zwischen 1510 und 1520)
- Wolfgang Wolff, deutscher Lautenmacher (* um 1515)

### Gestorben um 1570

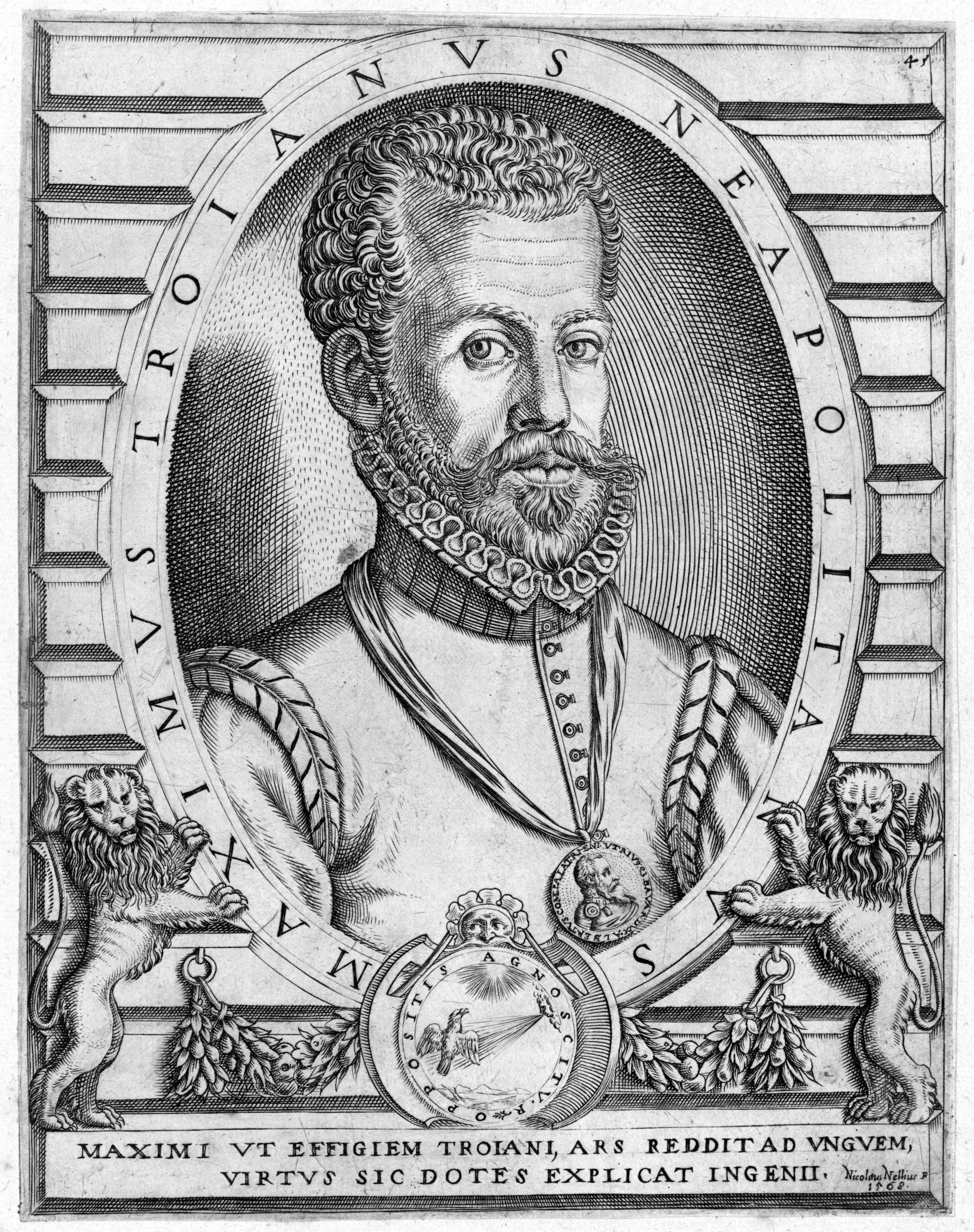
Massimo Troiano

- Robert Carver, schottischer Komponist (* 1487)
- Pierre Clereau, französischer Komponist (* unbekannt)[3]
- Tomáš Jaroš, böhmischer Metallgießer, Glockengießer und Büchsenmacher (* um 1500)
- Diego Ortiz, spanischer Komponist (* um 1510)

### Gestorben nach 1570
- Tielman Susato, franko-flämischer Musikverleger, Komponist und Instrumentalist (* zwischen 1510 und 1515)
- Massimo Troiano, italienischer Komponist, Dichter und Berichterstatter des Lebens am Hof des bayerischen Herzogs Albrecht V. (* unbekannt)